# Viktor Ullmann
Viktor Ullmann (født 1. januar 1898 i Teschen - død 18. oktober 1944 i Auschwitz) var en østrigsk/tjekkisk komponist, pianist og dirigent af jødisk afstamning.
Ullmann studerede hos Arnold Schönberg og senere Alexander von Zemlinsky. Han har skrevet to symfonier, orkesterværker, klaverkoncert, klaversonater, sange og strygerkvartetter.
Den 8. september 1942 deporteredes han til koncentrationslejren Theresienstadt og den 16. oktober 1944 til Auschwitz, hvor han blev henrettet i gaskammer den 18. oktober 1944.